# Sparvören
Sparvören är en ö i Finland. Den ligger i Norra kvarken och i kommunen Vörå i den ekonomiska regionen  Vasa i landskapet Österbotten, i den västra delen av landet. Ön ligger omkring 33 kilometer nordöst om Vasa och omkring 370 kilometer norr om Helsingfors.
Öns area är 2,3 hektar och dess största längd är 260 meter i sydöst-nordvästlig riktning.